# М2 средњи тенк
М2 средњи тенк (енгл. M2 Medium Tank) је био амерички тенк произведен у малом броју примерака почетком Другог светског рата. Иако слаб дизајн, са танким оклопом, неадекватним главним наоружањем и високим профилом, био је значајан јер је био основа за касније тенкове М3 Ли и М4 Шерман. М2 је био већ застарео по уласку у употребу, и није био достојан поређења са новим немачким тенковима коришћеним у Европи. У суштини, овај тенк је био само пролазна тачка. Коришћен је за обуку и није никада коришћен у борби.
На трупу М2 тенка налазила се висока структура са митраљезом у сваком ћошку. Додатна два митраљеза била су фиксирана на предњој плочи и контролисани од возача. Изнад структуре била је мала ротациона купола са 37mm M6 топом и коаксијалним митраљезом. Посаду су чинили командир, возач и 4 нишанџије. У тенк се могло сместити 200 граната и до 12,250 метака.
Главна производна варијанта је био M2A1, који је имао дебљи оклоп, јачи мотор и шире гусенице од првобитног М2 модела.

## Корисници
- САД